# Tipula afflicta
Tipula afflicta är en tvåvingeart som beskrevs av William George Dietz 1915. Tipula afflicta ingår i släktet Tipula och familjen storharkrankar. Inga underarter finns listade i Catalogue of Life.